# Literarum latinarum, quas italicas, cursoriasque vocant, scribendarum ratio

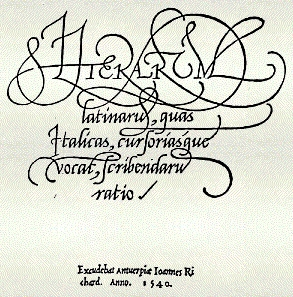
Das Titelblatt des Literarum latinarum

Bei der Schrift Literarum latinarum, quas italicas, cursoriasque vocant, scribendarum ratio handelt es sich um ein schriftenkundliches Kompendium des Kartografen Gerhard Mercator. Es erschien zwischen 1540 und 1541. Mercator legte in dem Werk dar, welche Bedeutung eine gut lesbare Schrift für die Erstellung von Karten hat. Die Schrift trug maßgeblich zur Verbreitung der Kursive als Buchschrift bei.

## Geschichte
Der Löwener Kartograf Gerhard Mercator hatte bereits mehrere große Wandkarten, darunter eine Weltkarte in herzförmiger Projektion, sowie eine Flandernkarte erstellt, als er zu Beginn der 1540er Jahre eine theoretische Abhandlung über die Schrift auf solchen Karten herausbrachte. Vorausgegangen waren wohl verschiedene Experimente, welche Schrift auf den kleinteiligen Karten möglichst leserlich angebracht werden konnte.
So erschien wohl noch 1540, spätestens bis März 1541, das Literarum latinarum als schriftenkundliches Kompendium. Die Kursive mit ihren vereinfachten Buchstaben war dabei nicht von Mercator in den Niederlanden eingeführt worden. Bereits zu Beginn des 16. Jahrhunderts tauchte sie auf Drucken des Aldus Manutius des Älteren statt der gotischen Antiqua auf. Bereits Mercators Lehrmeister Gemma Frisius wandte die Schrift an.
Mercator orientierte sich in seinem Werk an ähnlichen älteren Lehrbüchern, die vor allem aus Italien stammten. So gehen Teile seines Textes auf „La operina“ des Ludovico Vicentino degli Arrighi und „Lo presente libro“ des Giovanni Antonio Tagliente aus den 1520er Jahren zurück. Daneben inspirierte ihn vor allem das „De recta Latini Graecique sermonis pronuntiatione“ des Erasmus von Rotterdam aus dem Jahr 1528, das die richtige Aussprache der lateinischen und griechischen Sprache erklärte.
Das Literarum latinarum erschien zunächst im Verlag des Rutgerus Rescius in Löwen und wurde ein großer Erfolg. Bis in die 1550er Jahre erschienen bei Jan Richard in Antwerpen weitere vier Auflagen des Werkes. Mercators Einfluss auf die Verwendung der Kursive auf kartografischen Arbeiten war äußerst groß. Auf allen weiteren Karten des Gelehrten fand die Schrift Verwendung. Mit der posthumen Herausgabe des Atlas 1595 wurde die Kursive bestimmende Schriftart der Karten nachfolgender Jahrhunderte.

## Inhalt

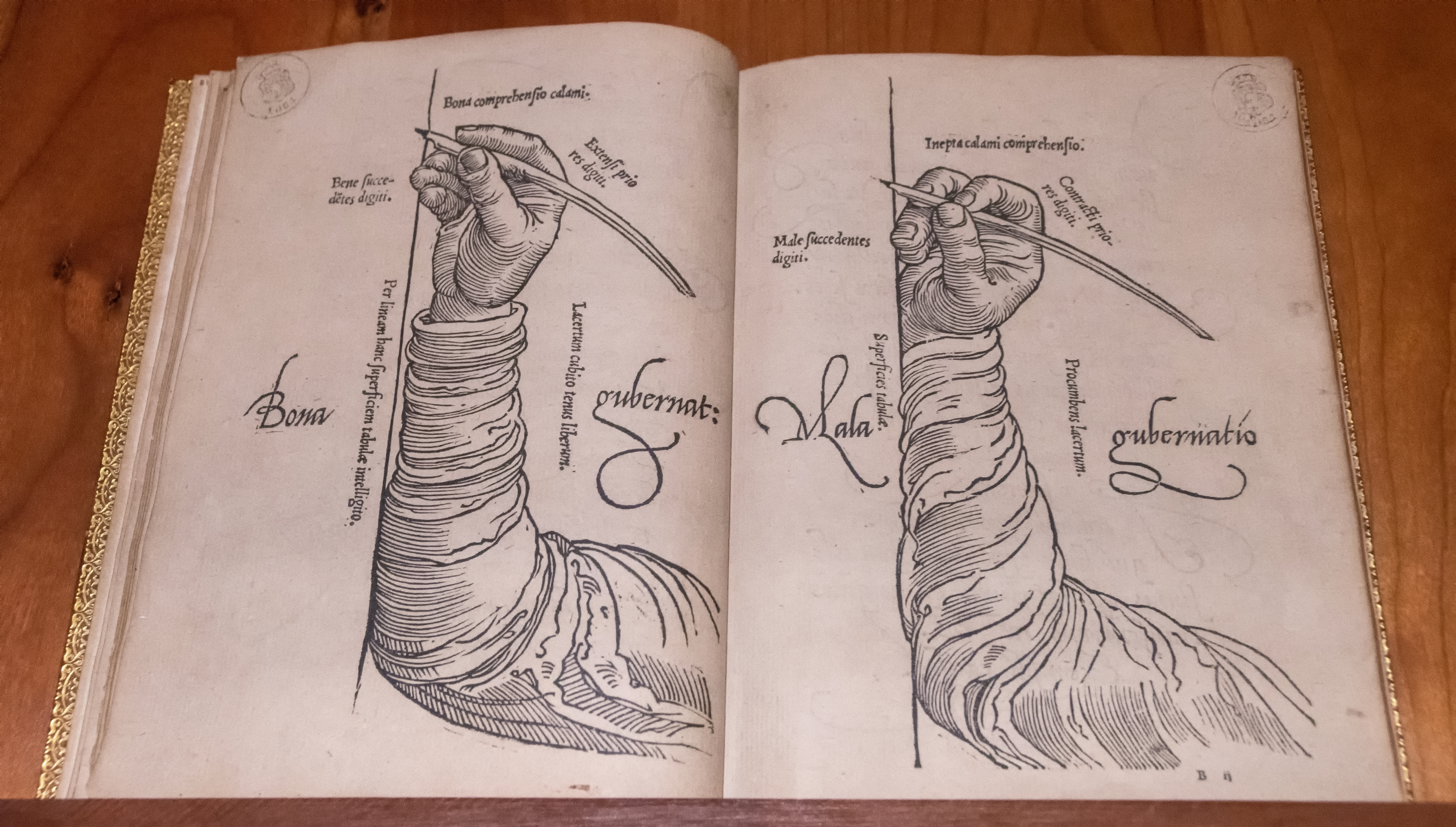
Darstellung der richtigen Federhaltung im Literarum latinarum

Das Literarum latinarum besteht aus insgesamt 56 Seiten und ist in sechs Kapitel gegliedert, der Text ist in Latein verfasst. Es werden die für die Kursive benötigten Schreibgeräte vorgestellt, die Einteilung des Blattes durch Hilfslinien demonstriert und die Federhaltung, sowie das Zuschneiden der Feder in Wort und Bild dargestellt. Im Zentrum steht das korrekte Schreiben. Die Minuskeln und ihr Aufbau werden ebenso verhandelt wie die Buchstabenverbindungen (Ligaturen), ehe die Majuskeln erklärt werden. Den Abschluss bilden Holzschnitte, auf denen Musteralphabete abgebildet sind.
Mit der Schrift über die Kursivschrift machte Gerhard Mercator deutlich, wie wichtig eine gut lesbare Schrift ist. Das Werk richtete sich in erster Linie zwar an Kartografen, die hohen Auflagen machen aber deutlich, dass auch andere Leserkreise angesprochen wurden. So wurde das Kompendium wohl auch von flandrischen Kaufleuten erworben, die ihre Rechnungen kleinteilig und zugleich gut leserlich verfassen mussten.

## Ausgaben
- Stanley Morison, Jan Denucé: The treatise of Gerard Mercator Literarum latinarum, quas italicas, cursoriasque vocant, scribendarum ratio. Edited in Faksimile with an Introduction by Jan Denucé, Antwerpen, and a note by Stanley Morison (Antwerpen 1540). London u. a. 1930.
- Arthur Sidney Osley: Gerardus Mercator: A monograph on the lettering of maps, etc. in the 16th century Netherlands with a facsimile and translation of his treatise on the italic hand and a translation of Ghim’s Vita Mercartoris. London 1969.